# Eurotunnel
Eurotunnel Group je nadnárodní společnost složená z francouzské Eurotunnel SA a britské společnosti Eurotunnel plc. Od roku 1986, kdy vznikla, řídí a provozuje tunel pod kanálem La Manche, v češtině známý jako Eurotunel. Sama provozuje vlaky Eurotunnel Shuttle, od ostatních dopravců (Eurostar, SNCF, EWS) vybírá poplatky za použití tunelu.